# Никита
Ники́та (от др.-греч. Νικήτας — Победитель) — мужское имя греческого происхождения.
От имени «Никита» в русском языке происходят отчества «Ники́тич» и «Ники́тична», а также фамилия «Ники́тин». Иногда используемые в современном языке «Ники́тович» и «Ники́товна» противоречат литературной норме.
В Индии имя «Никита», происходящее от санскритского निकेत (niketa), означающего «дом, жилище», используется как женское имя.

## Святые
- Никита Бесогон — апокрифический великомученик, его почитание слилось с образом Никиты Готского (память — 15 (28) сентября)
- Никита Готский (умер в 372 г.) — великомученик (память — 15 (28) сентября)
- Никита Константинопольский (ск. ок. 372 г.), исповедник, Божий угодник (17 января)
- Никита Ремесианский (353—420 гг.) — епископ (8 июля (24 июня))
- Никита Лионский — епископ Лиона (551/552—573 гг.), раннехристианский католический святой (2 апреля).
- Никита Халкидонский (VIII век) — епископ, исповедник, преподобный (28 мая (10) июня)
- Никита Мидикийский (760—824 гг.) — исповедник, преподобный (3 (16) апреля)
- Никита Стифат (ок. 1005 — ок. 1090 г.) — христианский мистик, богослов, полемист и писатель, преподобный
- Никита Новгородский (ум. 1108 г.) святитель, затворник Печерский, епископ Новгородский (13 февраля, 13 мая, 27 мая).
- Никита Столпник (ум. 1186 г.) — святой Русской церкви, почитается в лике преподобных.
- Никита (Алфанов), преподобный, вместе с братьями основал в 1389 г. Сокольницкий Девичий монастырь; скончался в XV веке; память 4 мая и 17 июня по ст. ст.
- Никита, мученик (17 декабря ст. ст.)

новомученики:
- Никита (Делекторский), сщмч., епископ, Орехово-Зуевский. (по ст. ст.: 26 января в соборе новомучеников; 6 ноября)
- Никита (Сухарев) (по ст. ст.: 26 января в соборе новомучеников; 21 июня)

## Распространение имени
В Москве, по данным Управления ЗАГС Москвы, имя в первом квартале 2010 года вошло в десятку самых популярных мужских имён у новорождённых.

## Носители, известные по имени
- Никита — митрополит Киевский;
- Никита — псевдоним российского певца, настоящее имя Алексей Михайлович Фокин.

- Никита I (патриарх Константинопольский)

- Никита Оорифа — византийский государственный деятель, патриций и адмирал.
- Никита Павловец (ум. 24 марта 1677) — жалованный иконописец Оружейной палаты.
- Никита Пафлагон — византийский философ;
- Никита Пустосвят — суздальский священник, противник церковной реформы патриарха Никона.
- Никита Хониат — византийский историк, писатель.

- Никита (Ананьев) — архиерей Русской православной церкви, митрополит Красноярский и Ачинский.
- Никита (Делекторский) — архиерей Русской православной церкви, епископ Орехово-Зуевский, викарий Московской епархии.
- Никита (Добронравов) — священнослужитель Русской православной церкви, игумен, церковный историк, специалист по церковному праву.
- Никита (Латушко) — архимандрит Русской православной церкви, бывший начальник Русской духовной миссии в Иерусалиме.
- Никита (Лулиас) — епископ Константинопольского патриархата, управляющий Дарданелльской епархией (с 29 августа 2007 года)
- Никита (Прибытков) — архиерей Русской православной церкви, епископ Белёвский, викарий Тульской епархии.
- Никита (Семешков) — архиерей Русской православной церкви, епископ Коломенский.
- Никита (Стягов) — архиерей Русской православной церкви, архиепископ Боровичский.
- Никита (Тотемский) — архиерей Русской православной церкви, епископ Коломенский и Каширский.

## Персонажи
- Никита Кожемяка — персонаж русских былин.
- Царь Никита — персонаж срамной сказки А. С. Пушкина.